# Ácido lipoteicóico
O ácido lipoteicóico (LTA) é um constituinte importante da parede celular de bactérias gram-positivas. Esses organismos possuem uma membrana interna (ou citoplasmática) e, externamente a ela, uma espessa camada (até 80 nanômetros) de peptidoglicano. A estrutura do LTA varia entre as diferentes espécies de bactérias gram-positivas e pode conter longas cadeias de ribitol ou fosfato de glicerol. O LTA é ancorado à membrana celular por meio de um diacilglicerol. Atua como regulador de enzimas de parede autolítica (muramidases). Possui propriedades antigênicas, sendo capaz de estimular resposta imune específica.

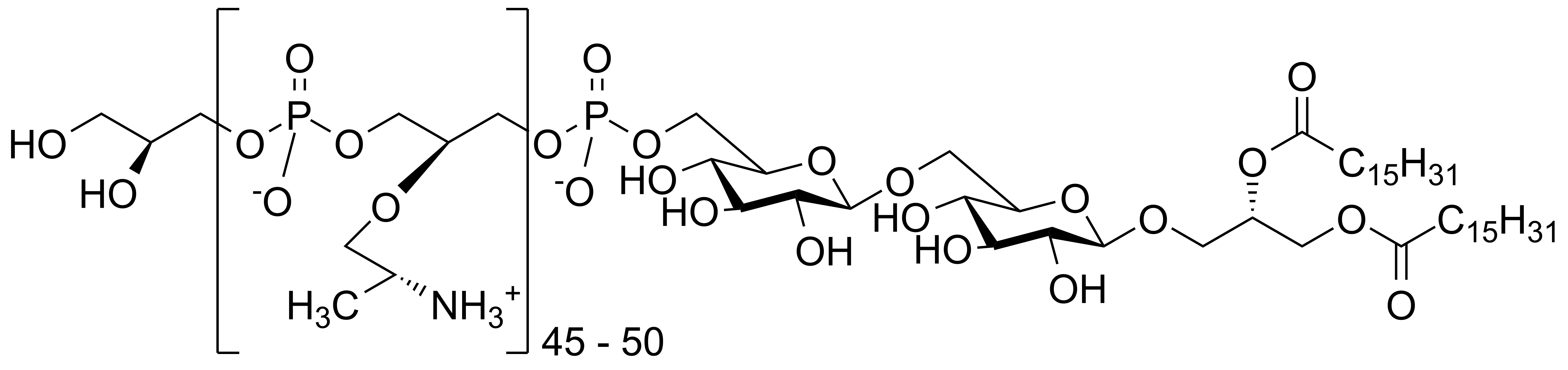
Estrutura do polímero do ácido lipoteicóico.

O LTA pode se ligar às células-alvo de forma não específica por meio de fosfolipídios de membrana, ou especificamente ao CD14 e aos receptores do tipo Toll. A ligação ao TLR-2 demonstrou induzir a expressão de NF-κB (um fator central de transcrição), elevando a expressão de genes pró e antiapoptóticos. Sua ativação também induz a ativação de proteínas quinases ativadas por mitógenos (MAPK), juntamente com a ativação da fosfoinositídeo 3-quinase.

## Estudos
Said et al. mostraram que LTA causa uma inibição dependente de IL-10 da expansão e função das células T CD4, aumentando os níveis de PD-1 nos monócitos, o que leva à produção de IL-10 pelos monócitos após a ligação de PD-1 por PD-L.
O ácido lipoteicóico (LTA) de bactérias Gram-positivas exerce diferentes efeitos imunológicos dependendo da fonte bacteriana da qual é isolado. Por exemplo, o LTA do Enterococcus faecalis é um fator de virulência que se correlaciona positivamente com danos inflamatórios nos dentes durante infecção aguda. Por outro lado, um estudo relatou que a administração oral de Lacticaseibacillus rhamnosus GG LTA (LGG-LTA) reduz a imunossupressão induzida por UVB e o desenvolvimento de tumores de pele em camundongos. Em estudos com animais, a LTA bacteriana específica foi correlacionada com a indução de artrite, nefrite, uveíte, encefalomielite, inflamação meníngea e lesões periodontais, e também desencadeou cascatas resultando em choque séptico e falência de múltiplos órgãos.